# Campeonato Sub-17 de la OFC 1997
El Campeonato Sub-17 de la OFC 1997 fue la séptima edición de dicho torneo. Se llevó a cabo entre el 15 y el 25 de abril en Nueva Zelanda.
Participaron ocho selecciones: Australia, Fiyi. Islas Cook, Islas Salomón, Nueva Zelanda, Samoa, Tahití y Vanuatu, que fueron divididos en dos grupos de cuatro equipos cada uno, y posteriormente accedieron a una fase eliminatoria. Nueva Zelanda ganó el torneo por primera vez y clasificó a la Copa Mundial de la categoría de 1997.

## Equipos participantes
En cursiva los debutantes.
| Equipos participantes | Equipos participantes | Equipos participantes | Equipos participantes |
| --------------------- | --------------------- | --------------------- | --------------------- |
| Australia             | Fiyi                  | Islas Cook            | Islas Salomón         |
| Nueva Zelanda         | Samoa                 | Tahití                | Vanuatu               |

## Primera fase

### Grupo A
| Selección  | Pts | PJ | PG | PE | PP | GF | GC | Dif |
| ---------- | --- | -- | -- | -- | -- | -- | -- | --- |
| Australia  | 9   | 3  | 3  | 0  | 0  | 26 | 0  | 26  |
| Fiyi       | 6   | 3  | 2  | 0  | 1  | 5  | 6  | -1  |
| Tahití     | 3   | 3  | 1  | 0  | 2  | 10 | 9  | 1   |
| Islas Cook | 0   | 3  | 0  | 0  | 3  | 0  | 26 | -26 |

| Fecha               | Lugar         |            |                               | Resultado |                               |            |
| ------------------- | ------------- | ---------- | ----------------------------- | --------- | ----------------------------- | ---------- |
| 15 de abril de 1997 | Nueva Zelanda | Australia  | Bandera de Australia          | 14:0      | Bandera de Islas Cook         | Islas Cook |
| 15 de abril de 1997 | Nueva Zelanda | Tahití     | Bandera de Polinesia Francesa | 1:2       | Bandera de Fiyi               | Fiyi       |
| 17 de abril de 1997 | Nueva Zelanda | Australia  | Bandera de Australia          | 7:0       | Bandera de Polinesia Francesa | Tahití     |
| 17 de abril de 1997 | Nueva Zelanda | Fiyi       | Bandera de Fiyi               | 3:0       | Bandera de Islas Cook         | Islas Cook |
| 19 de abril de 1997 | Nueva Zelanda | Fiyi       | Bandera de Fiyi               | 0:5       | Bandera de Australia          | Australia  |
| 19 de abril de 1997 | Nueva Zelanda | Islas Cook | Bandera de Islas Cook         | 0:9       | Bandera de Polinesia Francesa | Tahití     |

### Grupo B
| Selección     | Pts | PJ | PG | PE | PP | GF | GC | Dif |
| ------------- | --- | -- | -- | -- | -- | -- | -- | --- |
| Nueva Zelanda | 9   | 3  | 3  | 0  | 0  | 12 | 1  | 11  |
| Islas Salomón | 6   | 3  | 2  | 0  | 1  | 6  | 3  | 3   |
| Vanuatu       | 3   | 3  | 1  | 0  | 2  | 7  | 10 | -3  |
| Samoa         | 0   | 3  | 0  | 0  | 3  | 0  | 11 | -11 |

| Fecha               | Lugar         |               |                          | Resultado |                          |               |
| ------------------- | ------------- | ------------- | ------------------------ | --------- | ------------------------ | ------------- |
| 14 de abril de 1997 | Nueva Zelanda | Nueva Zelanda | Bandera de Nueva Zelanda | 8:1       | Bandera de Vanuatu       | Vanuatu       |
| 14 de abril de 1997 | Nueva Zelanda | Islas Salomón | Bandera de Islas Salomón | 4:0       | Bandera de Samoa         | Samoa         |
| 16 de abril de 1997 | Nueva Zelanda | Nueva Zelanda | Bandera de Nueva Zelanda | 3:0       | Bandera de Islas Salomón | Islas Salomón |
| 16 de abril de 1997 | Nueva Zelanda | Samoa         | Bandera de Samoa         | 0:6       | Bandera de Fiyi          | Fiyi          |
| 18 de abril de 1997 | Nueva Zelanda | Samoa         | Bandera de Samoa         | 0:1       | Bandera de Nueva Zelanda | Nueva Zelanda |
| 18 de abril de 1997 | Nueva Zelanda | Vanuatu       | Bandera de Vanuatu       | 0:2       | Bandera de Islas Salomón | Islas Salomón |

## Segunda fase

### Semifinales
| Fecha               | Lugar         |               |                          | Resultado |                          |               |
| ------------------- | ------------- | ------------- | ------------------------ | --------- | ------------------------ | ------------- |
| 22 de abril de 1997 | Nueva Zelanda | Australia     | Bandera de Australia     | 4:0       | Bandera de Islas Salomón | Islas Salomón |
| 22 de abril de 1997 | Nueva Zelanda | Nueva Zelanda | Bandera de Nueva Zelanda | 2:0       | Bandera de Fiyi          | Fiyi          |

### Tercer puesto
| Fecha               | Lugar         |               |                          | Resultado |                 |      |
| ------------------- | ------------- | ------------- | ------------------------ | --------- | --------------- | ---- |
| 24 de abril de 1997 | Nueva Zelanda | Islas Salomón | Bandera de Islas Salomón | 3:0       | Bandera de Fiyi | Fiyi |

### Final
| Fecha               | Lugar         |               |                          | Resultado |                      |           |
| ------------------- | ------------- | ------------- | ------------------------ | --------- | -------------------- | --------- |
| 24 de abril de 1997 | Nueva Zelanda | Nueva Zelanda | Bandera de Nueva Zelanda | 1:0       | Bandera de Australia | Australia |

| Bandera de Nueva Zelanda |
| Campeón Nueva Zelanda    |
| 1.er título              |